# Giovane Gavio
Giovane Farinazzo Gavio (nacido el 7 de septiembre de 1970 en Juiz de Fora) es un jugador retirado de voleibol de Brasil, quien fue miembro del equipo nacional de voleibol brasileño que ganó las medallas de oro en Barcelona 1992 y Atenas 2004. 
Comenzó a practicar voleibol a los doce años de edad, participando en más de 400 partidos para la selección brasileña. 30 campeonatos a nivel mundial y 31 partidos en los Juegos Olímpicos
Gavio participó en tres Juegos Olímpicos de Verano, comenzando en 1992. Después comenzó una carrera en el voleibol playero.
Actualmente es director técnico y dirige al equipo Tigre/Unisul/Joinville de voleibol.